# Partido Avellaneda
Partido Avellaneda (hiszp. Partido de Avellaneda; do 1904 r. nosiło nazwę Barracas al Sud) – jedno z 135 partidos, znajduje się w prowincji Buenos Aires. Siedzibą administracyjną jest miasto Avellaneda. Funkcję Intendenta pełni Jorge Ferraresi. Partido Arrecifes ma powierzchnię 55 km², w 2010 r. zamieszkiwało w nim 342,6 tys. mieszkańców (162 264 mężczyzn i 180 413 kobiet).

Partido Avellaneda znajduje się w granicach aglomeracji Wielkiego Buenos Aires.

## Miejscowości
W partido Avellaneda znajdują się następujące miejscowości:

- Avellaneda Centro
- Dock Sud
- Gerli
- Piñeyro
- Sarandí
- Villa Domínico
- Wilde

## Demografia
Zmiana liczby ludności w latach 1869 – 2010 na podstawie kolejnych spisów ludności.